# Flaga Szwecji
Flaga Szwecji – niebieski prostokąt z żółtym krzyżem.

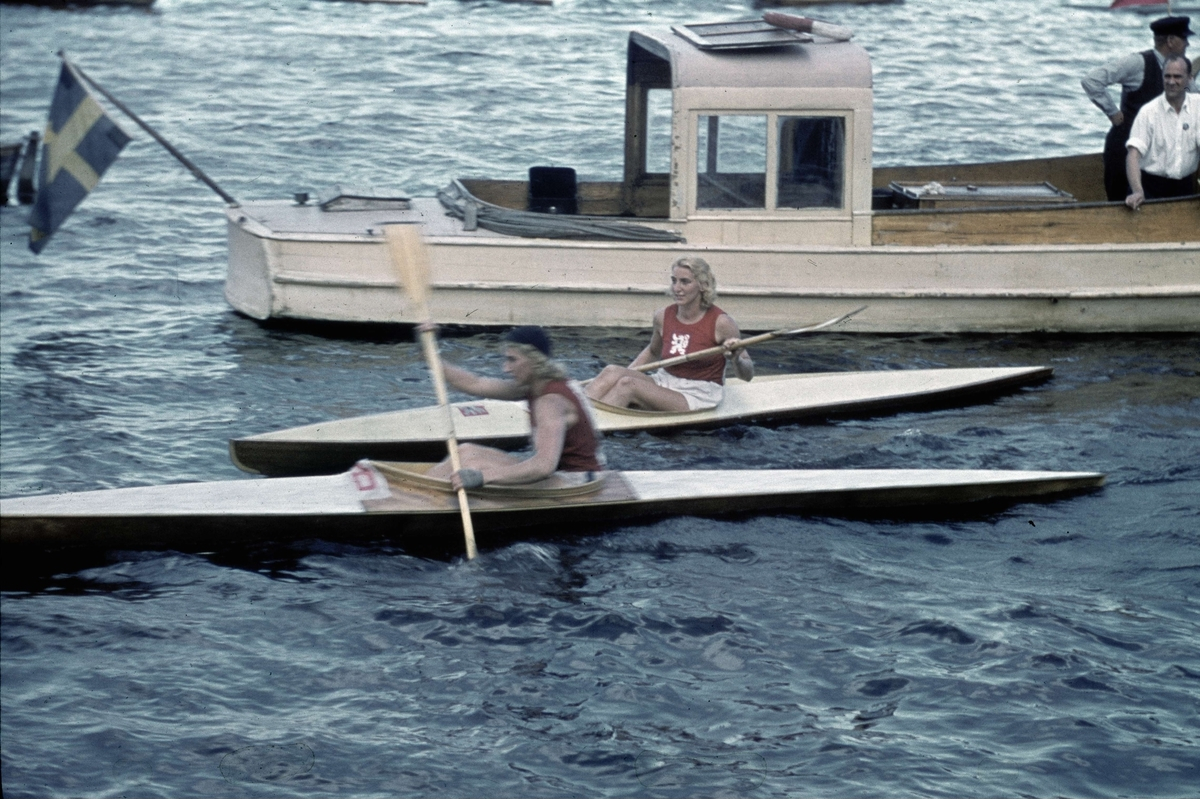
Flaga Szwecji w 1938

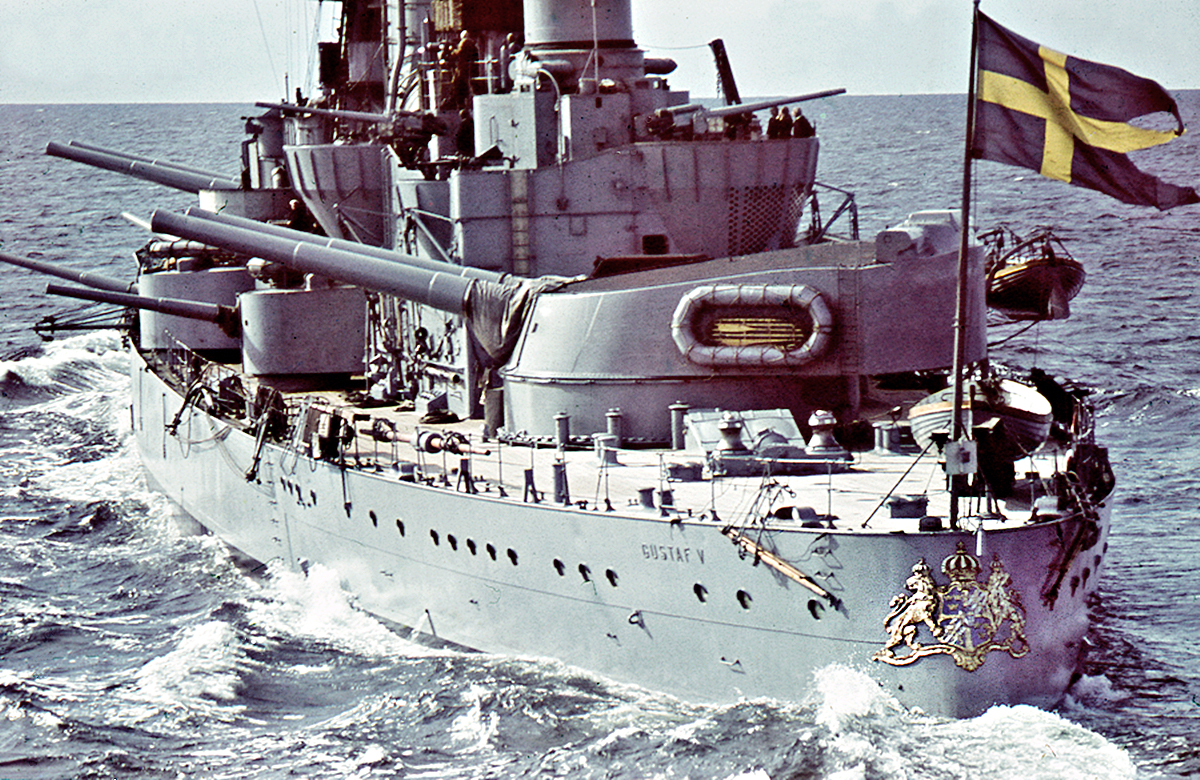
Szwedzka bandera wojenna

## Historia
W edykcie z 1569 roku król Jan III Waza nakazał, by żółty krzyż widniał we wszystkich chorągwiach bojowych. Najstarsze wizerunki niebieskiej flagi z żółtym krzyżem pochodzą z końca XVI wieku, a równie wiarygodne przekazy dotyczące takiej flagi na morzu pochodzą z lat 20. XVII wieku. Samo użycie zostało określone 6 czerwca 1663.
Wzór szwedzkiej flagi wzorowany jest na duńskiej Dannebrog, a barwy wzięto z herbu Szwecji.
W Szwecji 6 czerwca obchodzony był Dzień Flagi (Svenska Flaggans Dag), który został przekształcony w Święto Narodowe Szwecji.

Flaga Szwecji 1562–1818
Flaga Szwecji 1818–1844
Flaga z flagą Unii Szwedzko-Norweskiej w kantonie, używana 1844–1905

## Konstrukcja i wymiary
Niebieski prostokąt z naniesionym żółtym krzyżem, o proporcjach boków 10:16 (4-2-4:5-2-9).

Zwymiarowana flaga Szwecji